# Juniperus flaccida
Juniperus flaccida ist eine Pflanzenart aus der Familie der Zypressengewächse (Cupressaceae). Sie kommt in den südlichen USA sowie in Mexiko vor.

## Beschreibung

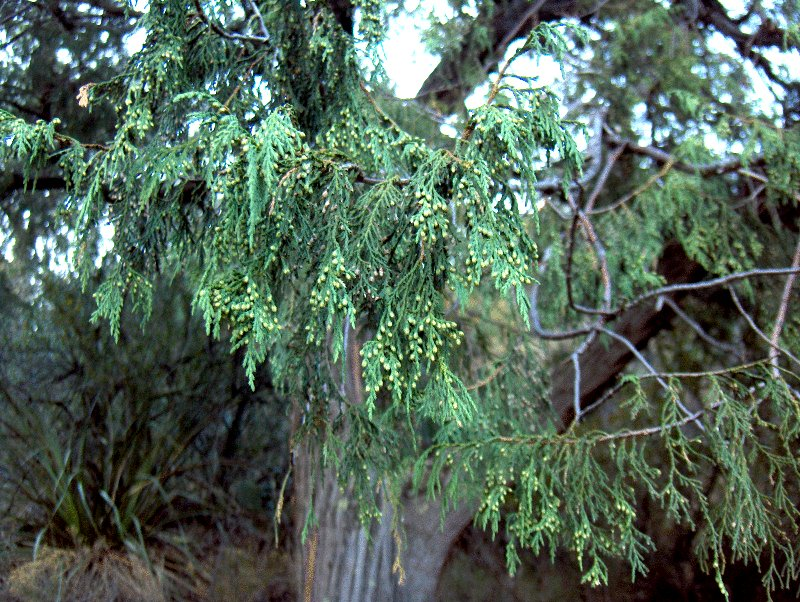
Zweig mit Nadeln

Juniperus flaccida wächst als immergrüner Strauch oder Baum der Wuchshöhen von bis zu 12, in Ausnahmefällen bis zu 17 Meter und Brusthöhendurchmesser von bis zu 82 Zentimeter erreichen kann. Der Stamm verzweigt sich 1 bis 2 Meter über dem Boden. Die Äste gehen genauso wie die 0,5 bis 1 Zentimeter dicken Zweige hängend vom Stamm ab und bilden eine kugelige bis breit kegelförmige Krone. Die graue bis zimt- oder rotbraune Borke blättert in breiten, faserigen Streifen ab. Die glatte, graue Rinde der Äste und Zweige kann in breiten Streifen oder Platten abblättern.
Die Art bildet zwei verschiedene Formen von gegenständig angeordneten Blättern aus. Die herablaufenden Nadeln werden 4 bis 6 Millimeter lang und sind an der Oberseite nicht bereift. Die schuppenförmigen Blätter sind bei einer Länge von 1,5 bis 2,5 Millimeter und einer Breite von 1 bis 1,5 Millimeter eiförmig bis länglich-eiförmig geformt. Sie haben eine abgerundete oder spitz zulaufenden Spitze und überlappen sich gegenseitig zu einem Fünftel bis zu einem Viertel ihrer Länge. Alle Blattformen sind grün gefärbt, länglich geformt, haben fein gezahnte Blattränder, wobei die Zähnung erst unter dem Mikroskop erkennbar ist. Weiters weisen sie an der Blattunterseite eine Drüse auf.
Juniperus flaccida ist zweihäusig-getrenntgeschlechtig (diözisch) und die Blütezeit erstreckt sich vom späten Winter bis in den späten Frühling. Die Beerenzapfen sind bei einem Durchmesser von 0,5 bis 2 Zentimeter kugelig geformt und haben einen geraden oder gebogenen Stiel. Zur Reife hin verholzen sie und sind hellbraun bis bräunlich purpur gefärbt und bereift. Jeder Zapfen trägt 1 bis 13 Samen welche 3 bis 6 Millimeter lang und 3 bis 4 Millimeter breit werden.

## Verbreitung und Standort

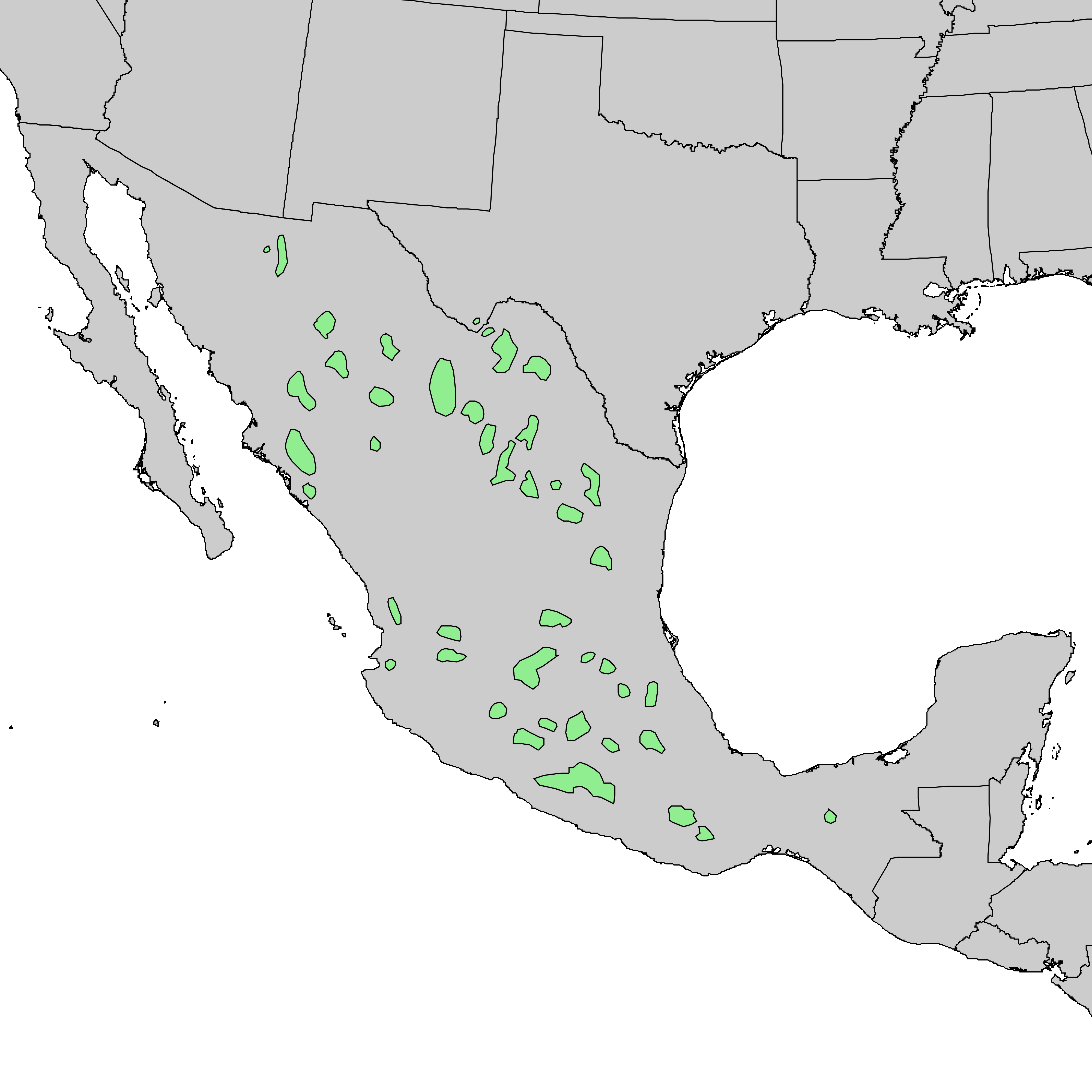
Verbreitungsgebiet

Das natürliche Verbreitungsgebiet von Juniperus flaccida umfasst fast ganz Mexiko sowie Texas.
Juniperus flaccida gedeiht in Höhenlagen von 900 bis 2900 Metern.

## Systematik
Die Erstbeschreibung als Juniperus flaccida erfolgte 1838 durch Diederich Franz Leonhard von Schlechtendal in Linnaea, Band 12, Seite 495. Synonyme für Juniperus flaccida Schltdl. sind Juniperus foetida var. flaccida (Schltdl.) Spach und Sabina flaccida (Schltdl.) Antoine.
Die Art wird in bis zu vier Varietäten unterteilt:
- Juniperus flaccida var. flaccida ist die Nominatform und kommt fast im gesamten Verbreitungsgebiet vor.[1]
- Juniperus flaccida var. gigantea (Schltdl.) Gaussen
- Juniperus flaccida var. martinezii (Pérez de la Rosa) Silba kommt nur in kleinen Beständen in den mexikanischen Bundesstaaten Aguascalientes, Guanajuato, Jalisco, San Luis Potosí und Veracruz vor. Ein Synonym ist Juniperus martinezii Pérez de la Rosa.[1]
- Juniperus flaccida var. poblana Martínez kommt im südlichen Mexiko vor.[1] Sie wird von manchen Autoren auch als eigenständige Art Juniperus poblana (Martínez) R.P.Adams angesehen.[4][5]

## Gefährdung und Schutz
Juniperus flaccida wird in der Roten Liste der IUCN als „nicht gefährdet“ geführt. Die Varietät martinezii wird als „gering gefährdet“ gelistet. Es wird jedoch darauf hingewiesen das eine erneute Überprüfung der Gefährdung notwendig ist.